# Bledisloe Cup 1991
Nel 1991, la Bledisloe Cup si disputa in due match. La sfida finisce in parità (una vittoria a testa), così la Nuova Zelanda, detentrice, mantiene il titolo. L'Australia di rifarà vincendo la Coppa del Mondo di rugby 1991
| Arbitro: | Ray Megson |

| |            | |
| Egerton, Gavin | mt         | Ian Jones |
| Lynagh 2 | tr         | Fox |
| Lynagh 3 | c.p.       | Fox 2 |
| 15.Marty Roebuck 14.David Campese 13.Tim Horan 12.Jason Little 11.Bob Egerton 10.Michael Lynagh 9.Nick Farr-Jones (cap) 8.Tim Gavin 7.Simon Poidevin 6.Willie Ofahengaue 5.John Eales 4.Rod McCall 3.Ewen McKenzie 2.Phil Kearns 1.Tony Daly | Formazioni | 15.Terry Wright 14.John Kirwan 13.Craig Innes 12.Walter Little 11.John Timu 10.Grant Fox 9.Graeme Bachop 8.Zinzan Brooke 7.Michael Jones 6.Andy Earl 5.Gary Whetton (cap) 4.Ian Jones 3.Richard Loe 2.Sean Fitzpatrick 1.Steve McDowell |

| Arbitro: | Ken McCartney |

| |            | |
| Fox 2 | c.p.       | Lynagh |
| 15.Terry Wright 14.John Kirwan 13.Craig Innes 12.Bernie McCahill 11.John Timu 10.Grant Fox 9.Graeme Bachop 8.Zinzan Brooke 7.Michael Jones 6.Mark Carter 5.Gary Whetton 8cap) 4.Ian Jones 3.Richard Loe 2.Sean Fitzpatrick 1.Steve McDowell | Formazioni | 15.Marty Roebuck 14.David Campese 13.Tim Horan 12.Jason Little 11.Bob Egerton 10.Michael Lynagh 9.Nick Farr-Jones (cap) 8.Troy Coker 7.Simon Poidevin 6.Willie Ofahengaue 5.John Eales 4.Rod McCall 3.Ewen McKenzie 2.Phil Kearns 1.Tony Daly |